# Norbert Mateusz Kuźnik
Norbert Mateusz Kuźnik (* 8. Januar 1946 in Rybnik; † 15. April 2006 in Rybnik) war ein polnischer Komponist, Musiktheoretiker, Organist und Orgelbauer.
Kuźnik studierte an der Staatlichen Musikhochschule Warschau von 1965 bis 1970 Musiktheorie und von 1970 bis 1974 Komposition in der Klasse von Andrzej Dobrowolski. Er ergänzte seine Ausbildung bei Aufenthalten am Institut für Sonologie Utrecht 1975 als Stipendiat der Gaudeamus-Stiftung, an der Hochschule für Musik und darstellende Kunst in Wien 1981–82 als Schüler von Roman Haubenstock-Ramati und am Conservatorium van Amsterdam 1985 als Stipendiat der niederländischen Regierung. Als Spezialist für Orgelbau und Orgelpflege war er Schüler seines Vaters Ludwik  Kuźnik. Er baute auch mehrere Orgeln, u. a. in der Kirche zum Hl. Stanislaus Kostka zu Schmiegel.
Er unterrichtete von 1974 bis 1977 am Institut für Musikpädagogik der Pädagogischen Hochschule in Olsztyn und von 1977 bis 1982 in Kielce. Als Konzertorganist trat er vorwiegend mit Werken zeitgenössischer Komponisten, darunter auch seinen eigenen, auf. Unter dem Pseudonym Mateusz Rybnik verfasste er die Lehrbücher Vademecum instrumentacji (1980) und Gramy na organach (1985). 1974 wurde er
als Verdienter Kulturaktivist ausgezeichnet.

## Werke
- Kwartet smyczkowy nr 1 „Béla Bartók in memoriam“ (1969)
- Kwartet smyczkowy nr 2 „Bułgarski“ (1969)
- Contra bellum für Orgel (1970)
- Trzy miniatury für Klavier (1970)
- Skargi Hioba, drei Lieder für Bass und Klavier nach Worten aus dem Alten Testament (1970–71)
- Wariacje für Klavier zu vier Händen (1971)
- Organochromia I für Orgel (1971)
- Webernorb für Instrumentalensemble (1971)
- Filmmusik zu Wózek von Stanisław Lenartowicz (1971)
- Kwintet dęty nr 1 (1971–72)
- Ikar, Musik für großes Sinfonieorchester und Perkussion (1972)
- Clusterschord für Klavier (1972)
- Aerofonium per orchestra militare (1972)
- Terpsyhymnia, Ballettmusik für Orgel und zwei Perkussionisten (1972)
- Krzywe zwierciadło für Sopran und neunzehn Instrumentalisten (1972)
- Kwartet smyczkowy nr 3 (1972–73)
- Organochromia II für Orgel (1972–73)
- Transformacje symfoniczne „Nicolao Copernico in memoriam“ für Orchester (1973)
- Inwokacje chopinowskie für großes Sinfonieorchester (1973–74)
- Canticum Poloniae für gemischten Chor (1974)
- Capricornus, muzyka instrumentalna nr 2 für Fagott, Streichquartett und Cembalo oder Orgel (1974)
- Muzyka koncertująca für Orgel und Orchester (1974)
- Norbertiada für Magnettonband, Kopierer, Publikum, ein beliebiges Jazzensemble, ein beliebiges Instrumentalensemble und Klavier (1974)
- Piece for Tape (1974)
- Straturae, konkrete Musik für Tonband (1974–75)
- Lied ohne Wort für Tonband (1975)
- Muzyka elegijna für Orchester (1975)
- Modus vivendi, Ballett in einem Akt; konkrete Musik (1975)
- Multiplicatio per organo solo (1976)
- Trzy pieśni Ronsarda für Bariton und Maultrommel (1976)
- Mamut-impromptu für Klavier (1976)
- Normat für Klarinette und Perkussion (1976)
- Suita koncertująca für Orchester (1976)
- Anaphora für Posaune solo (1977)
- Quatre moments ravissants für Klavier (1977)
- Miodowa burleska, Trio für Flöte, Cello und Cembalo (1977)
- Pieśń nad pieśniami (Pieśń Salomona) für gemischten Chor (1977)
- Stworzenie świata, Instrumentaltheater für vier Posaunen (1978)
- Góroliki für Streichquartett (1978)
- Duo per organo e pianoforte (1979)
- Jesienna ballada, Nonett für Blasinstrumente (1979)
- Kontakion für Cembalo solo (1979)
- Róże starego doktora, Oratorium für vier Solostimmen, Sprecher, Kinderchor, gemischten Chor und Orchester (1979)
- Alla polacca per flauto ed arpa (1980)
- Musica concertante per batteria (1980)
- Quatres chansons d’après Ronsard für Bassbariton und Flöte (1980–81)
- Pory roku, musica concertante per clavicembalo ed orchestra (1980–82)
- Hekla per organo solo (1981–82)
- Toccata e cantabile für Orgel solo (1982)
- Etiuda-kaprys für Klavier (1982)
- Musica concertante per trombone ed orchestra (1982)
- Tryptyk rycerski für drei Trompeten, zwei Hörner, drei Posaunen und Tuba (1983)
- Sum für Kinderchor, drei Geigen und Cello (1983)
- Capriccio für Streichorchester (1983–84)
- Concertino für Instrumentalensemble (1984)
- Ma-re ’84 für Bläserquintett und Streichquartett (1984)
- Piano e tutti per organo (1985)
- Bomakir für Bassklarinette und Marimba (1985)
- Cantabile für Bassklarinette und Marimba (1985)
- Odjazd, Liedzyklus für Sopran und Klavier oder Orgel (1985)
- Von Q, elektronische Musik (1986)
- Enigma per batteria solo (1986)
- Koncert berliński für Orgel zu vier Händen und Orchester (1986–87)
- Precz z moich oczu... für Bariton und Klavier (1987)
- Quatre a quatre für Flöte, Oboe, Klarinette, Fagott und Streichquartett (1987)
- Transformation für Posaunenquartett (1987)
- Lijoma für Instrumentaltrio (1987–88)
- Hamlet, elektronische Oper in einem Akt (1988)
- Trio für Trompete oder Saxophon, Pauke und Orgel (1988)
- Von Q II, elektronische Musik (1988)
- Epitafium Gen. Sikorski in memoriam für Orchester (1988)
- Pieśń nad pieśniami für Orgel und gemischten Chor (1988–89)
- Ilion, elektronisches Trio für Perkussion, Computer und Tonband (1988–89)
- Hamlet, Oper in drei Akten (1989)
- Improvisation quasi fantasia für Orgel (1989)
- Enigma S für Tonband und Perkussion (1989)
- Dialogi alla notturno per flauto e violoncello (1989)
- Enigma B für Tonband und Perkussion (1989)
- Suita w sześciu częściach für Sologeige, Streichorchester, Pauke und Perkussion (1989–90)
- Kwartet smyczkowy nr 5 „Śląski” (1991)
- Organochromia XI für Tonband (1991)
- Modus tonalis für DX-7 Yamaha (1991)
- Collage fantasique für Tonband (1991)
- Samotność Fauna, Ballett in einem Akt (1991)
- Filmmusik zu Z historii budowy organów – osobowości von Jadwiga Skawińska (1991)
- Alla ricercar für Geige und Fagott (1992)
- Koncert na Świętą Lipkę für Orgel (1992)
- Filmmusik zu Contra Bellum von Jadwiga Skawińska (1992)
- Filmmusik zu Hekla von Jadwiga Skawińska (1992)
- Filmmusik zu Organochromia  von Jadwiga Skawińska (1992)
- Filmmusik zu Tajemnicze zniknięcie von Jadwiga Skawińska (1992)
- Portrait of composer für Orgel (1993)
- Normatheo für Orgel (1993)
- Filmmusik zu Koncert na Świętą Lipkę von Jadwiga Skawińska (1993)
- Dwa chorały organowe (1993)
- Koncert wawelski für Orgel (1994)
- Koncert leżajski für Orgel (1994)
- Filmmusik zu Koncert Leżajski von Jadwiga Skawińska (1994)
- Filmmusik zu Koncert Wawelski von Jadwiga Skawińska (1994)
- Filmmusik zu Preludium sławy von Jadwiga Skawińska (1994)
- Psalm per soprano solo, coro misto ed organo (1995)
- Muzyka per tromba, 3 timpani, organo ed archi (1995)
- Filmmusik zu Barwy świętości von Jadwiga Skawińska (1995)
- Fantazja symfoniczna für Orchester (1996)
- Divertimento für kleines Sinfonieorchester (1996)
- Koncert für Orgel und Orchester (1997)
- Capriccio, Doppelkonzert für Geige, Fagott und Orchester (1997)
- Collage finalis für Tonband (1997)
- Gibraltar ’43 Generałowi Władysławowi Sikorskiemu in memoriam für Trompete und Instrumentalensemble (1998)
- Impromptu quasi Etiuda für Klavier (1998)
- Wariacje na temat „One Hand One Heart” Leonarda Bernsteina z filmu „West Side Story” für Streichquartett (1998)
- Filmmusik zu Z pamięci wyjęte von Jadwiga Skawińska (1998)
- Koncert skrzypcowy (1999)
- Concertino per violino (1999)
- Koncert fortepianowy (2000–2001)
- Tryptyk per quartetto d’archi (2003)
- Fantazja quasi Sonata per pianoforte (2005)